# Темиргиреев, Кехурса Темиргиреевич
Ке́хурса Темиргире́евич Темиргире́ев (чечен. Темирге́ррин Ко́ьхурса, также известен как Кохурса и Кехарса Темиргиреев; 1869, Гендерген, Чечня — 1925, Майртуп, Чечня) — военный и политический деятель Северо-Кавказского эмирата, начальник Хасавюртовского округа, активный участник  Гражданской войны в России 1917—1923 годов.

## Биография

### Ранние годы
Родился в 1869 году в селении Гендарген (ныне село Гендерген в Ножай-Юртовском районе Чеченской Республики). Его дед Гаты-Хаджи  был одним из организаторов Восстания 1877 года в Чечне, а прадед Момма – участником обороны Ахульго в 1839 году.

### Военно-политическая деятельность
В марте 1917 года был избран помощником комиссара Веденского округа Терской области. Затем, после самоустранения окружного комиссара А. Адуева, Кехурса фактически выполнял обязанности комиссара Веденского округа. Чуть позже стал кандидатом в члены Учредительного собрания России от Чечни и Ингушетии. В 1919–1920 годах занимал должность начальника Хасавюртовского округа в Северо-Кавказском эмирате. Находясь в этой должности, руководил освобождением чеченских селений в Хасавюртовском округе от отрядов Деникина и большевиков.

### Смерть
В 1925 году попал в засаду, устроенной большевиками недалеко от села Майртуп, и был убит. Похоронен в селении Майртуп.